# ГАЕС Монтамара
ГАЕС Монтамара (ісп. Montamara) — гідроелектростанція на північному сході Іспанії, в регіоні Каталонія. Входить до складу гідровузла у сточищі річки Ріу-де-Льядорре (верхня течія Ріу-де-Кардос, що через Ногера-Пальяреса, Сегре та Ебро належить до басейну Балеарського моря), яка дренує південний схил Піренеїв.
Гідроакумулююча станція використовує два резервуари, які накопичують ресурс для роботи ГЕС Таваскан. Остання складається з двох частин — Верхній Таваскан та Нижній Таваскан. Перша отримує воду з розташованої на висоті 2006 метрів НРМ водойми Ріу де Ромедо, створеної на основі озера льодовикового походження у верхів'ї Ріу де Ромедо (права притока Ріу-де-Льядорре). Друга використовує розташоване значно нижче, на відмітці 1350 метрів НРМ, водосховище Граус, споруджене на Ріу де Таваскан (ще одна права притока Ріу-де-Льядорре) за допомогою гравітаційної греблі заввишки 26 метрів та завдовжки 100 метрів, яка потребувала 15 тис. м3 матеріалу.
Підземний машинний зал ГАЕС обладнано двома гідроагрегатами, кожен з яких має турбіну типу Пелтон потужністю 45 МВт та насос потужністю 49 МВт. При роботі в турбінному режимі напір становить 630 метрів, тоді як насоси забезпечують підйом до 653 метрів.
Станція керується дистанційно з диспетчерського центру в Лериді.
Зв'язок з енергосистемою здійснюється по ЛЕП, що працює під напругою 110 кВ.